# Ткачов Микола Семенович
Микола Семенович Ткачов ( 1 грудня 1917 - 17 жовтня 1980 ) - командир ескадрильї 703-го штурмового авіаційного полку ( 281-ї штурмової авіаційної дивізії, 13-ї повітряної армії, Ленінградського фронту ), ка. Герой Радянського Союзу .

## Біографія
Народився 1 грудня 1917 року у місті Краматорськ нині Донецької області України. У 1935-1937 роках працював слюсарем.
У Червоній Армії з 1938 року. У 1940 році закінчив школу льотчиків. Учасник Великої Вітчизняної війни із червня 1941 року. Брав участь у обороні Москви, у визволенні Ржева, Калініна, у боях у небі Ленінграда, Прибалтики. Бився на Західному, Калінінському, Волховському та Ленінградському фронтах.
До березня 1944 року здійснив 116 бойових вильотів на штурмування скупчень військ противника, знищив 16 літаків на аеродромах, велику кількість техніки та живої сили ворога. 19 серпня 1944 року за зразкове виконання бойових завдань командування та виявлені при цьому мужність та героїзм капітану Ткачову Миколі Семеновичу присвоєно звання Героя Радянського Союзу з врученням ордена Леніна та медалі «Золота Зірка».
З 1958 року майор Ткачов Микола Семенович у запасі. Жив у Маріуполі на Донеччині. Помер 17 жовтня 1980 року.